# 爱德华多·拉莫斯
爱德华多·拉莫斯（西班牙語：Eduardo Ramos，1949年11月8日—），墨西哥男子足球运动员，司职后卫。他曾代表墨西哥国家队参加1978年国际足联世界杯，结果队伍止步小组赛阶段。